# Rezerwat przyrody Čertova stráň
Čertova stráň – rezerwat przyrody w kraju południowoczeskim w Czechach.
Rezerwat ten został ustanowiony zarządzeniem rady powiatu Prachatice z dnia 3 marca 1992 roku. Zajmuje powierzchnię 20,34 lub 47,29 ha. Leży w obrębie obszaru chronionego CHKO Šumava na wysokości od 660 do 740 m n.p.m. Obejmuje lewy brzeg Boubínskiego potoku z jego drobnymi dopływami.
Na terenie tym występują żyzne buczyny sudeckie (Dentario enneaphylli-Fagetum), żyzne lasy bukowo-jodłowe z zespołu Saniculo europaeae-Abietum, przechodzące gdzieniegdzie w kwaśne lasy jodłowe z zespołu Deschampsio flexuosae-Abietetum. Spotkać tu można także bory sosnowe (Dicrano-Pinion), drzewostany jesionowo-jaworowe Mercuriali-Fraxinetum, w bocznych wąwozach fragmenty jaworzyn Arunco-Aceretum, a nad potokiem łęgi olszowe (Alnenion glutinoso-incanae).
W rezerwacie rosną takie drzewa jak buki, jodły, świerki, jawory czy wiązy górskie. Do występujących tu bylin należą arnika górska, czerniec gronkowy, fiołek leśny, gajowiec żółty, koniczyna pogięta, lepiężnik biały, lepnica zwisła, miodunka ćma, naparstnica zwyczajna, perłówka zwisła, piżmaczek wiosenny, pokrzyk wilcza jagoda, rzeżucha niecierpkowa, stokłosa Benekena, szczyr trwały, tojeść gajowa, zerwa Phyteuma nigrum i żywiec cebulkowy. Mszaki reprezentują m.in.: Bartramia pomiformis, Bryum capillare, Cynodontium polycarpion, Fissidens dubius, Hedwiga ciliata, Heterocladium heteropterum, Lejeunea cavifolia, Paraleucobryum longifolium i Rhabdoweisa fugax.
Spośród stwierdzonych tu dotąd 70 gatunków bezkręgowców wymienić można chrząszcze Pterostichus pumilio, Pterostichus rhaeticus i Peltis grossum. Kręgowców stwierdzono tu 66 gatunków, w tym 10 chronionych.